# Umut Güneş
Umut Güneş, né le 16 mars 2000 à Albstadt en Allemagne, est un footballeur turc qui évolue au poste de milieu défensif au İstanbul Başakşehir.

## Biographie

### En club
Né à Albstadt en Allemagne, Umut Güneş est formé par le VfB Stuttgart mais il ne fait aucune apparition en équipe première. Après des prestations remarquées avec l'équipe B, il est convoité par plusieurs clubs turcs à l'été 2019. Il s'engage finalement avec l'Alanyaspor le 15 août 2019.
Il joue son premier match en professionnel avec Alanyaspor, le 29 octobre 2019, lors d'un match de coupe de Turquie contre İnegölspor (en). Il est titularisé et son équipe l'emporte par trois buts à zéro.
Le 15 septembre 2022, Umut Güneş rejoint Trabzonspor. Il signe un contrat de quatre ans, soit jusqu'en juin 2027, avec une option pour une saison supplémentaire.
Le 11 février 2025, lors du mercato hivernal, Umut Güneş rejoint İstanbul Başakşehir, club avec lequel il signe un contrat de trois ans et demi, soit jusqu'en juin 2028. Le transfert est estimé à deux millions d'euros plus des bonus.

### En sélection
Umut Güneş représente l'équipe de Turquie des moins de 17 ans de 2016 à 2017. Avec cette sélection il participe notamment au championnat d'Europe des moins de 17 ans en 2017. Lors de cette compétition organisée en Croatie il joue cinq matchs mais un seul en tant que titulaire, le 3 mai contre l'Espagne où il se distingue en inscrivant un but, mais son équipe s'incline (2-3). Les Turcs parviennent à se hisser jusqu'en demi-finale, où ils sont éliminés par l'Angleterre (1-2). Avec cette sélection il est également retenu pour participer à la coupe du monde des moins de 17 ans en 2017 mais il n'y fait qu'une apparition et son équipe est éliminée dès la phase de groupe.
Avec les moins de 20 ans, Güneş ne joue qu'un seul match, le 15 novembre 2019 face à la France. Il est titularisé et son équipe s'incline par quatre buts à zéro.
Umut Güneş joue son premier match avec l'équipe de Turquie espoirs le 7 juin 2019 face à l'Albanie. Il entre en jeu et les deux équipes se neutralisent (2-2 score final).